# TTG岩石

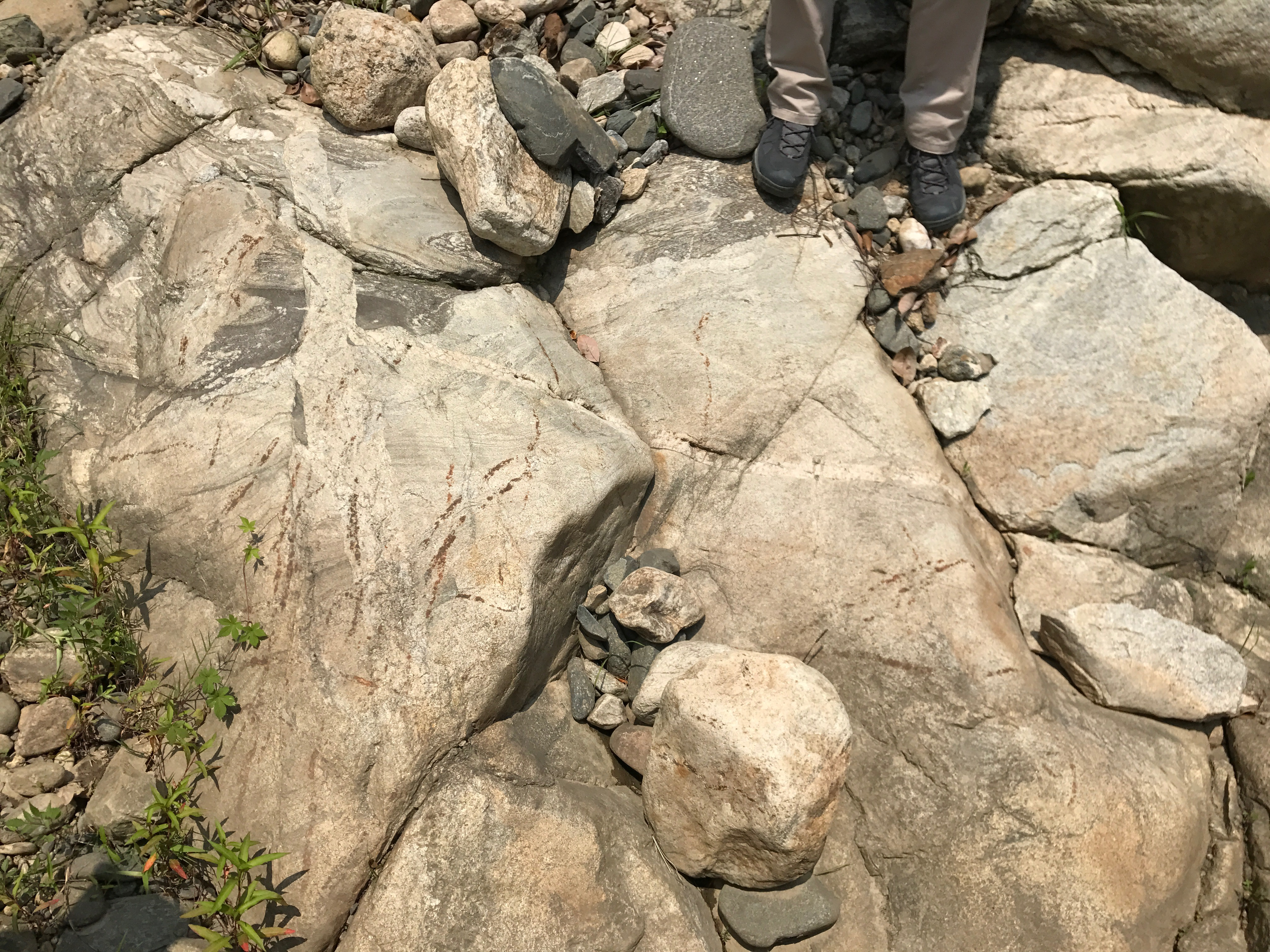
太古宙TTG岩石，来自华南克拉通。

奥长花岗岩-英云闪长岩-花岗闪长岩或TTG岩石是侵入岩，典型具有花岗质组分（石英或长石）只含少量钾长石。奥长花岗岩、英云闪长岩、花岗闪长岩指示了类似的岩石成因过程。 太古宙之后 (2.5 Ga后)TTG岩石存在于火山弧相关的岩基，以及蛇绿岩中。TTG成分岩石的大量出现，代表了大陆地壳的生长事件。